# Hudson Commodore
Hudson Commodore – samochód osobowy klasy wyższej produkowany pod amerykańską marką Hudson w latach 1941–1942 oraz ponownie w latach 1946–1952.

## Historia
Dostępny jako: 2-drzwiowe coupé, 2-drzwiowy kabriolet oraz 4-drzwiowy sedan. Do napędu używano dolnozaworowego silnika R6 o pojemności 4,2 litra. Moc przenoszona była na oś tylną poprzez 3-biegową automatyczną skrzynię biegów.

## Galeria

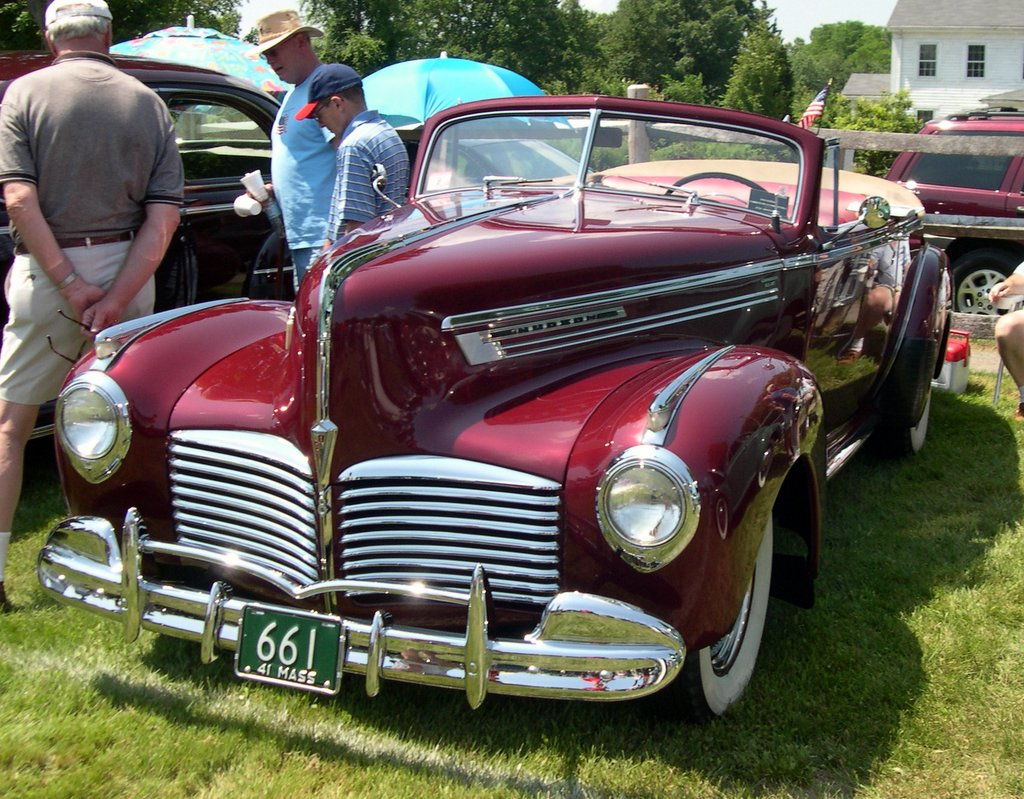
'41 Commodore Cabrio
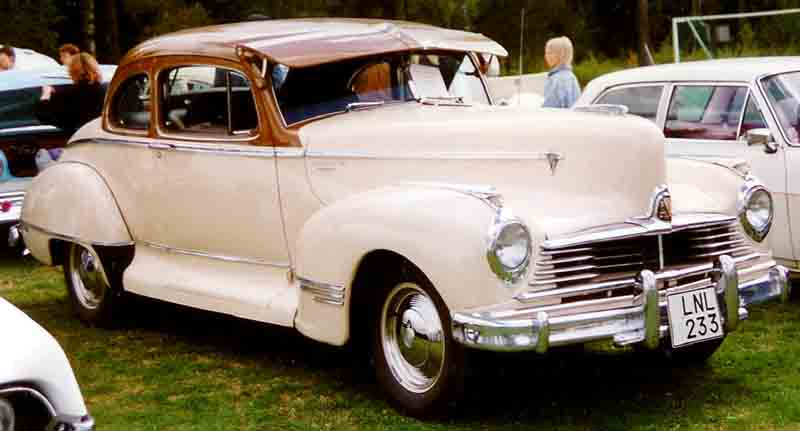
'47 Commodore Coupé
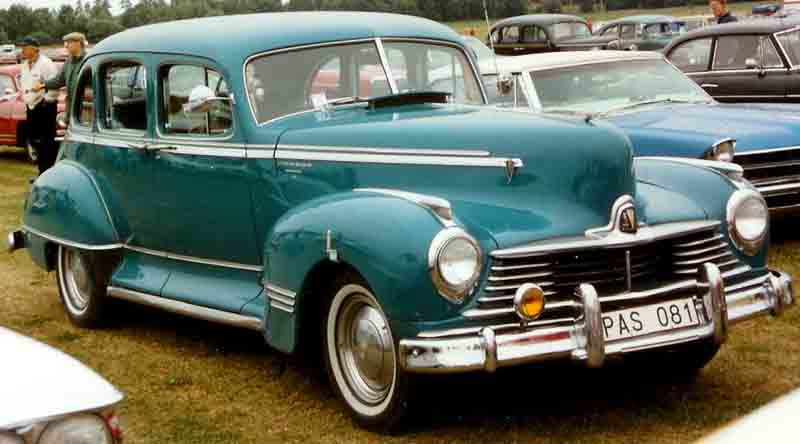
'47 Commodore Sedan
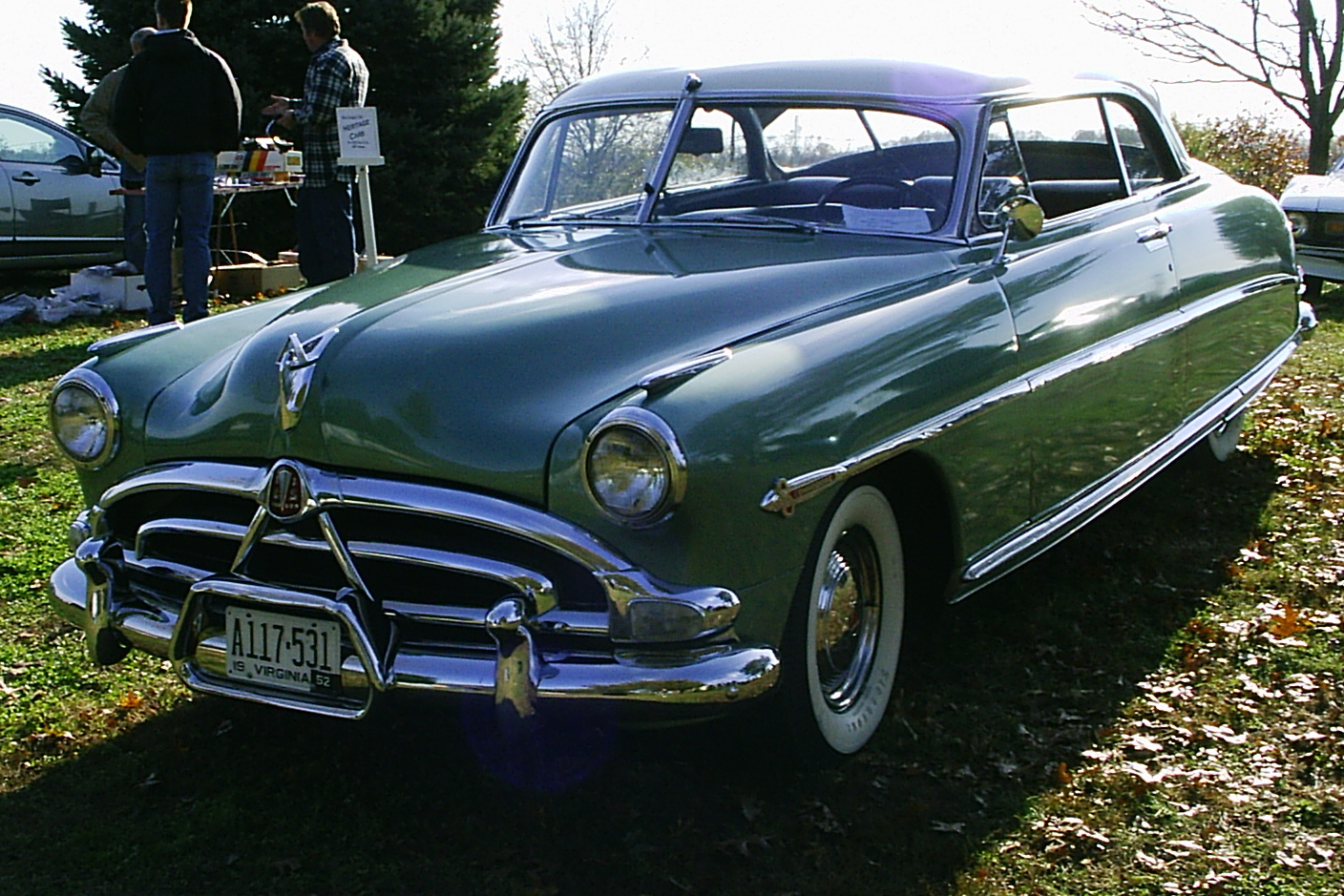
'52 Commodore Hardtop

## Dane techniczne ('49 R6 4.2)

### Silnik
- R6 4,2 l (4170 cm³), 2 zawory na cylinder, SV
- Układ zasilania: jeden gaźnik Carter
- Średnica cylindra × skok tłoka: 76,20 mm × 114,30 mm
- Stopień sprężania: 6,5:1
- Moc maksymalna: 130 KM (95 kW) przy 4000 obr./min
- Maksymalny moment obrotowy: 269 N•m przy 1600 obr./min

### Osiągi
- Przyspieszenie 0-80 km/h: 11,5 s
- Przyspieszenie 0-100 km/h: 18,4 s
- Prędkość maksymalna: 146 km/h